# 30 Tauri
30 Tauri (e Tauri) é uma estrela na direção da Taurus. Possui uma ascensão reta de 03h 48m 16.25s e uma declinação de +11° 08′ 36.1″. Sua magnitude aparente é igual a 5.08. Considerando sua distância de 565 anos-luz em relação à Terra, sua magnitude absoluta é igual a −1.11. Pertence à classe espectral B3V.